# Viaduc de Changis
Le viaduc de Changis, aussi appelé d'Avon et plus rarement de Fontainebleau, est un pont ferroviaire situé à Avon, près de Fontainebleau, en France. Il permet à la ligne de Paris-Lyon à Marseille-Saint-Charles de franchir la vallée de Changis.

## Situation et accès
L'ouvrage traverse la vallée de Changis située non loin du centre-ville de la ville d'Avon, et plus largement au sud-ouest du département de Seine-et-Marne. Il est longé à l'ouest par la rue du Viaduc et à l'est par la rue Nelly-Kopp (ancien « chemin latéral » rebaptisé le 8 mai 2016 en l'honneur de la résistante local Nelly Kopp,). À ses points les plus proches, il distant d'environ 110 mètres des quais et d'environ 370 mètres des bâtiments de la gare de Fontainebleau - Avon.

### Situation ferroviaire
Le viaduc de Changis est situé au point kilométrique (PK) 59,531 de la ligne de Paris-Lyon à Marseille-Saint-Charles (ligne classique), entre les gares de Fontainebleau - Avon (au nord) et de Thomery (au sud-est). Sa longueur est de 380 mètres.

## Historique

### Construction et inauguration
Le chemin de fer atteint Avon en 1847. Pour franchir la vallée de Changis dans la continuité de la voie vers le sud, la Compagnie du chemin de fer de Paris à Lyon (ancêtre de la PLM) est contrainte de mettre en place une infrastructure. Un viaduc est ainsi construit, aux dépens des terrains maraîchers. Le 14 novembre 1847, le roi Louis-Philippe Ier profite de son voyage à Fontainebleau pour visiter le viaduc.
L'ouvrage est inauguré en 1849 par Louis-Napoléon Bonaparte, président sous le nouveau régime de la Deuxième République. La nouvelle ligne permet néanmoins l'essor du tourisme à Fontainebleau, dans sa forêt, ainsi que dans les communes voisines.

### Aménagements et rénovations
La ligne est électrifiée en 1946. Du 1er au 5 novembre 2005, la SNCF réalise des travaux sur le viaduc, notamment un renouvellement complet de la voie. Ces travaux, qui mobilisent des engins mécaniques lourds et de puissants avertisseurs, sont réalisés de nuit, entre 22 h et 5 h, afin de minimiser les perturbations de la circulation des trains,. Également, en 2017, seize poteaux sont changés.

### Mosaïque d'Invader
En février 2023, l'artiste français Invader, dans le cadre de son projet Space Invaders, commence à parsemer la région de Fontainebleau de ses mosaïques. Un invader (de référence FTBL_14) est ainsi plaqué sur l'une des piles du viaduc cette année-là, détruit peu de temps après.

## Structure

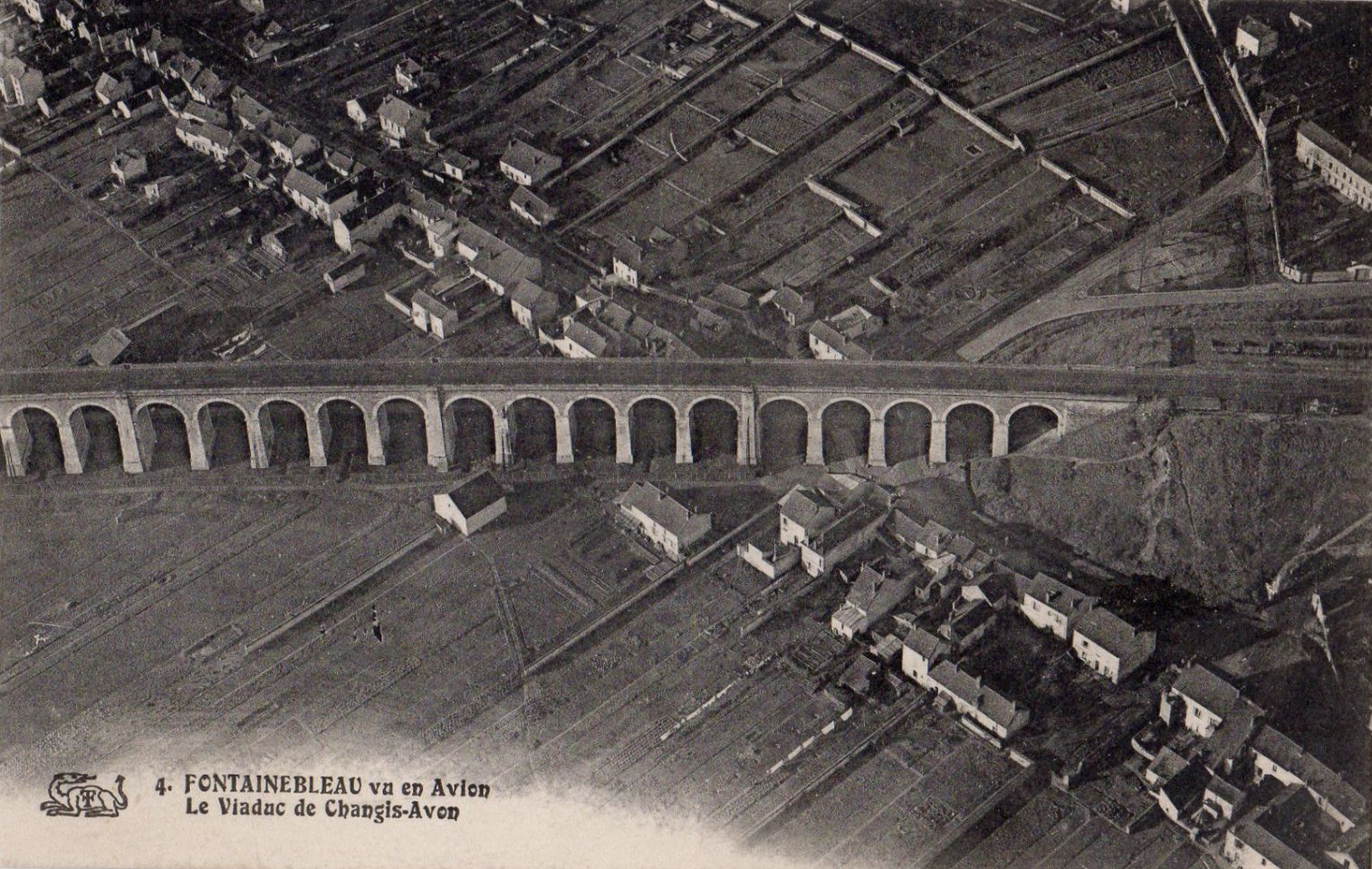
Vue aérienne du viaduc au tournant du XXe siècle.

Le viaduc reprend une structure voûtée en berceau avec des soubassements épaissis. Il se compose de 30 piles enterrées, soit 30 arches de 10 mètres en plein cintre, avec 5 piles culées pour une hauteur de 21 mètres et une surface du profil de 8 000 mètres carrés.

## Accident
Le 12 octobre 2018, vers 12 h 20, un père de famille de 23 ans se suicide en se jetant du viaduc. Cet incident provoque un retard des trains du fait de l'intervention de la police.

## Représentations culturelles

### Céramique
- années 1950 : La Saint-Fiacre à Avon vers 1900, céramique polychrome, par Marie Poirier. Le viaduc et la vallée de Changis son représentés en arrière-plan[17].

### Gravure
- 1856 : Fontainebleau, Avon et le viaduc de Changis vus du Rocher d'Avon. dans la 16e édition du guide Denecourt[réf. souhaitée]